# Поні-експрес
«Поні-експрес» (англ. Pony Express) — поштова служба невеликої американської кур'єрської компанії XIX століття Central Overland California and Pikes Peak Express Company, яка підтримувала кінну пошту в Північній Америці. Проіснувала приблизно півтора року (з квітня 1860 по жовтень 1861 року), відома девізом «Пошта повинна бути доставлена будь-якою ціною».
З 2004 року в Україні українська кур`єрська та логістична компанія  ТОВ "Поні Експрес" використовує торгову марку "Pony Express".

## Галерея

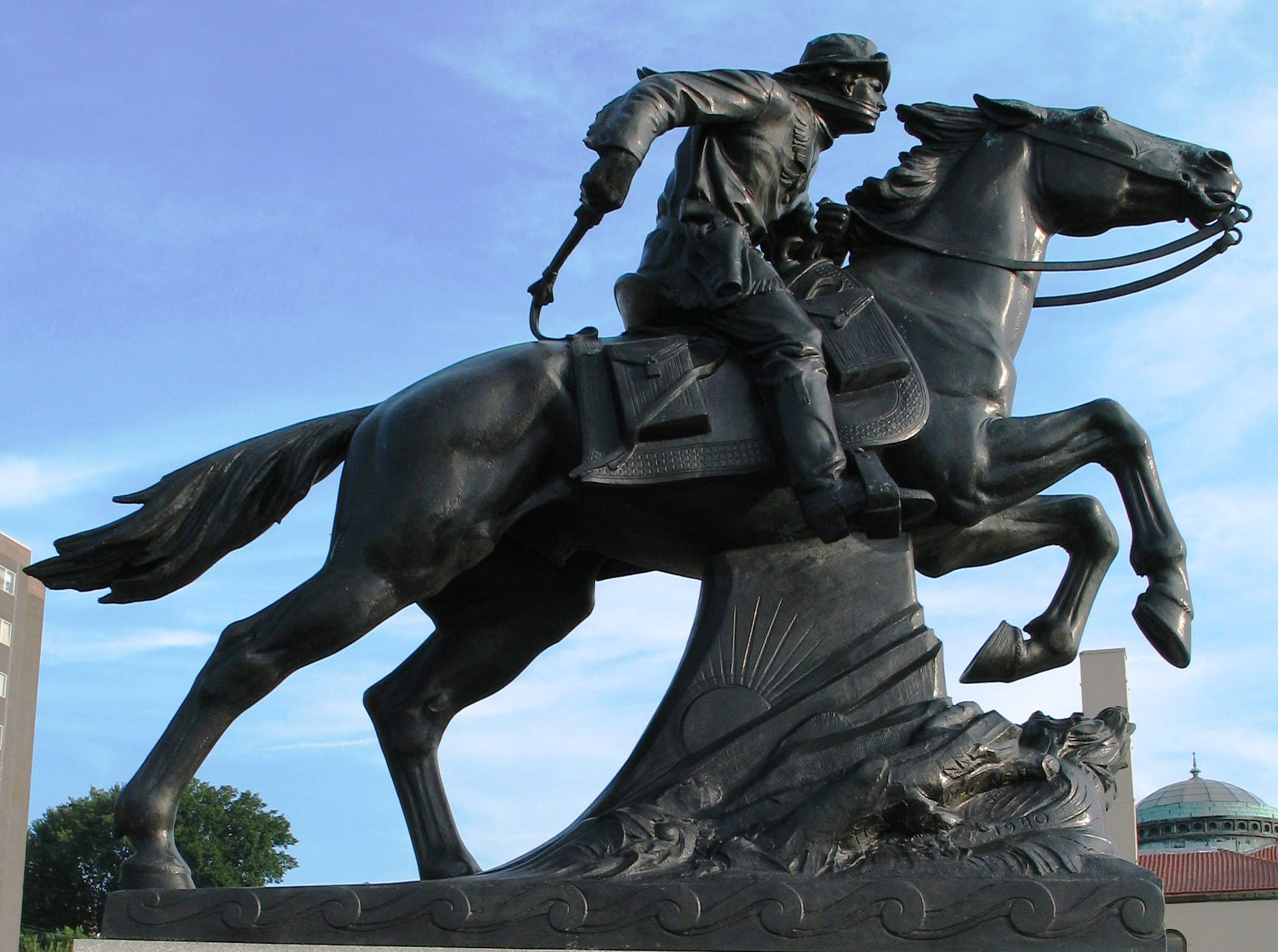
Пам'ятник «Поні-експрес» в Міссурі
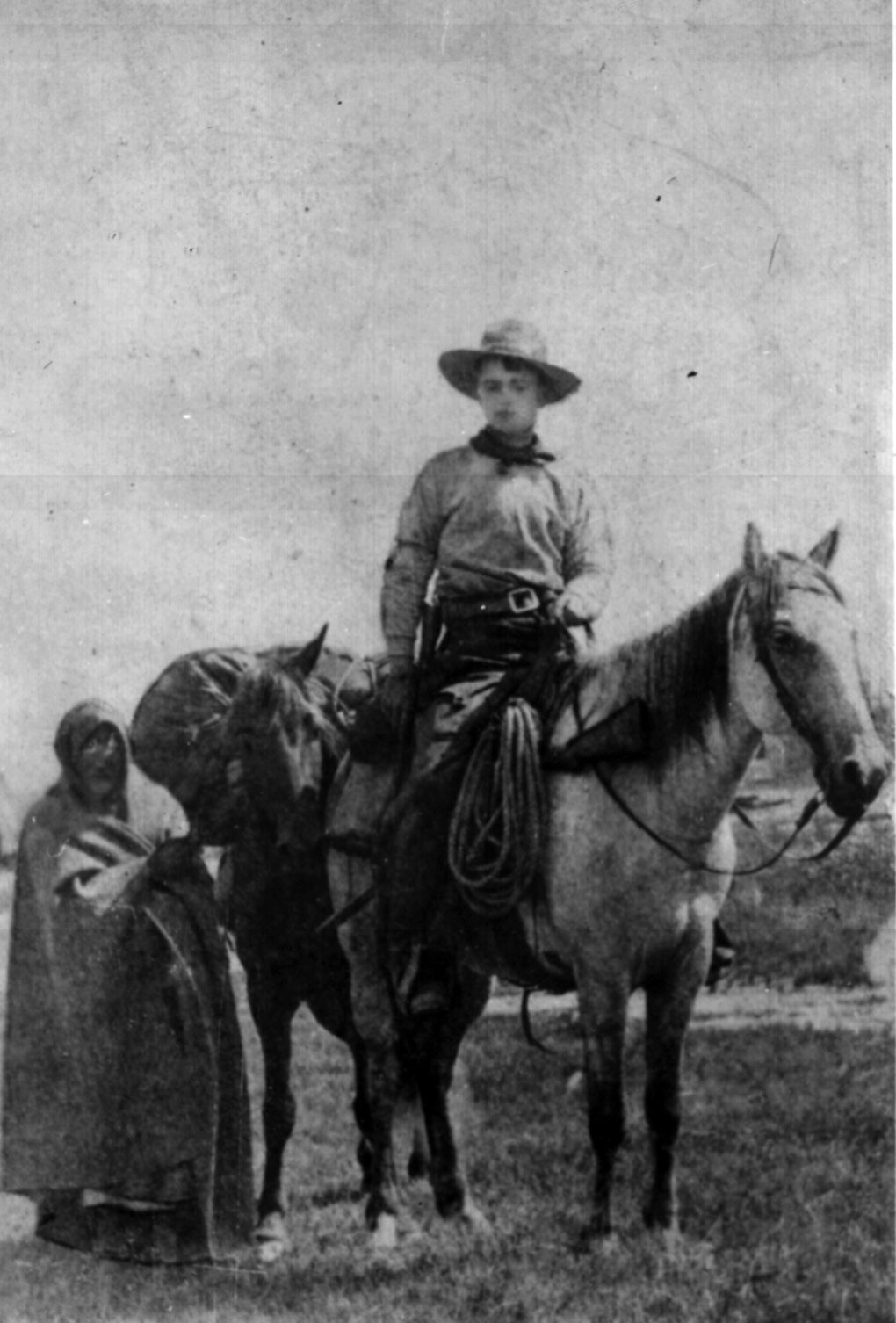
Френк Вебнер, кур'єр «Поні-експрес»
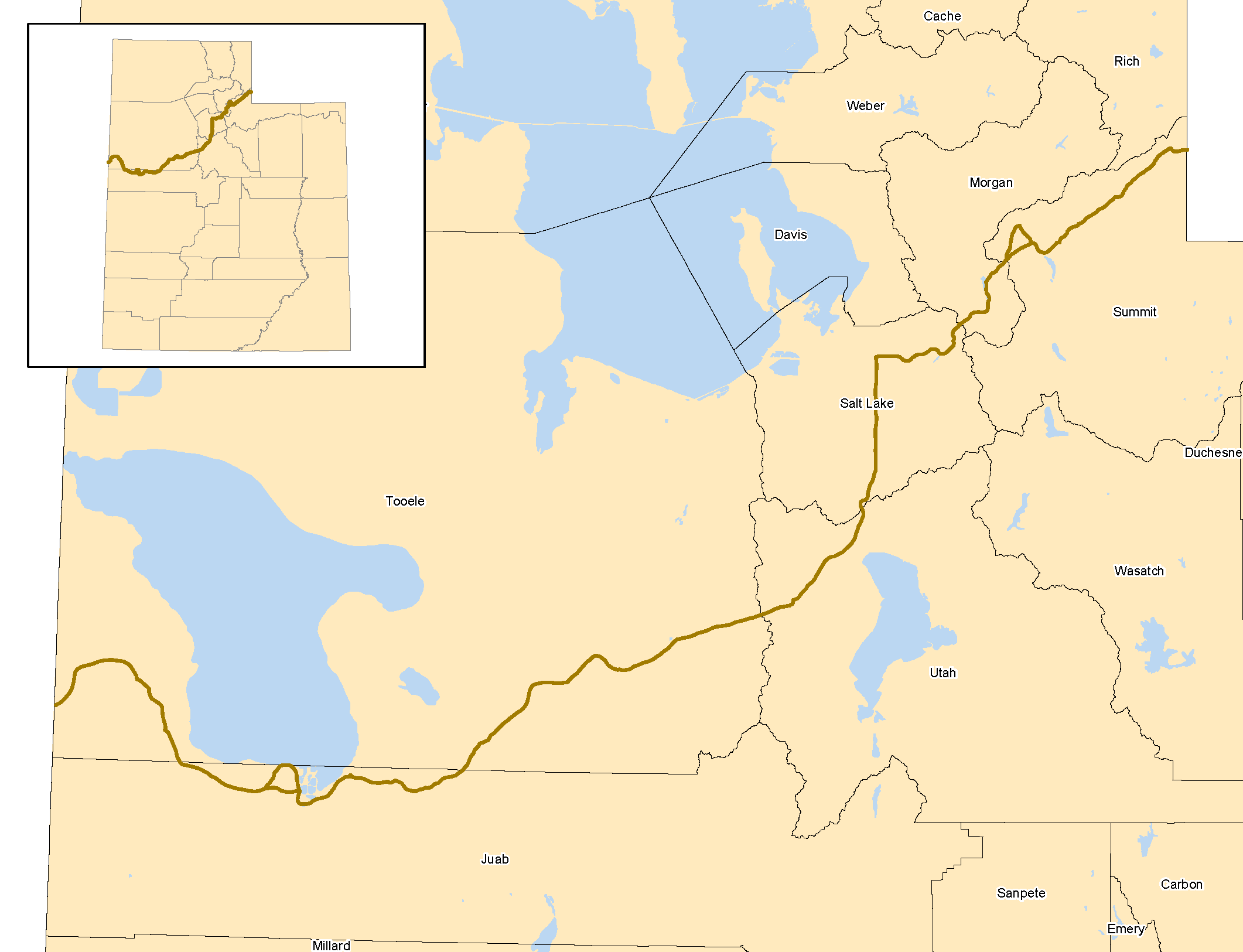
Маршрут «Поні-експрес» через Юту
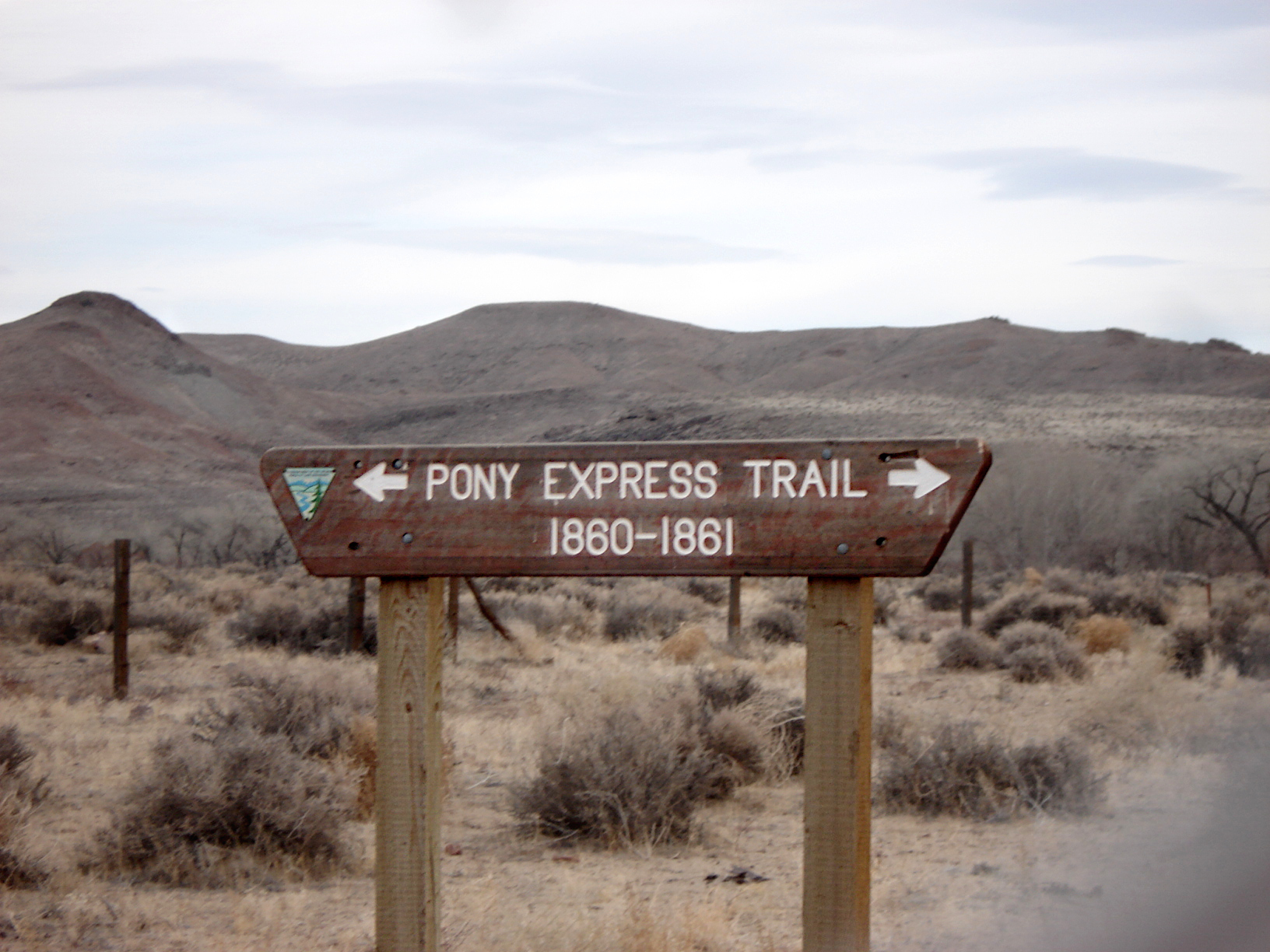
Історичний знак «Поні-експрес» на дорозі в Неваді
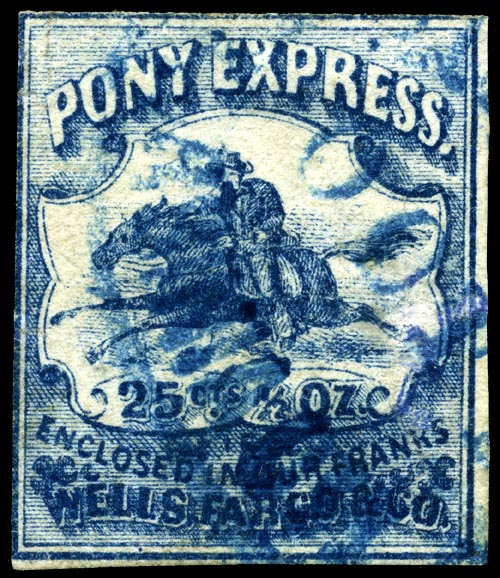
Марка місцевої пошти, віддрукована компанією Wells Fargo і погашена в місті Вірджинія-Сіті (1862, 25 центів)